# Ermelo (España)
Ermelo (llamada oficialmente Santiago de Ermelo) es una parroquia y un lugar del municipio español de Bueu, en la provincia de Pontevedra, Galicia.

## Toponimia
La parroquia también es conocida por los nombres de Santiago A. de Ermelo y Santiago P. de Ermelo.

## Historia
Hacia mediados del siglo XIX, el lugar, por entonces referido como una feligresía, tenía contabilizada una población de 71 habitantes. Aparece descrito en el séptimo volumen del Diccionario geográfico-estadístico-histórico de España y sus posesiones de Ultramar de Pascual Madoz con las siguientes palabras:

ERMELO (Santiago): felig. en la prov. y part. jud. de Pontevedra (3 1/2 leg.), dióc. de Santiago (12 1/2), ayunt. de Bueu (1). sit. al S. de la Ria de Marin, combatida principalemnte por los vientos NO. y S.; el clima es algo destemplado, y las enfermedades comunes fiebres de varias clases. Tiene 18 casas, y una fuente de cuyas aguas de buena calidad se surten los vec. La igl. parr. dedicada á Santiago, está servida por un cura de provision ordinaria en concurso. Confina el térm.: N. felig. de Cela; E. la de Moaña; S. la de Coiri, y O. la de Bueu. El terreno, es de inferior calidad y poco productivo, nace en él un riach. que por Bueu se dirige al mar. Los caminos son de pueblo á pueblo, atravesando tambien por el térm. el que desde Bueu conduce á Moaña, el cual se halla en mal estado; y el correo se recibe en Cangas. prod.: maiz, centeno y bastantes habichuelas; se cria ganado vacuno; y hay caza de varias clases, con algunos animales dañinos. ind.: la agricultura, 6 telares de lienzos ordinarios y 1 molino harinero. pobl.: 18 vec., 71 alm. contr.: con su ayuntamiento (V.).
(Madoz, 1847, p. 502)

## Organización territorial
La parroquia está formada por una entidad de población:
- Ermelo

## Demografía
Gráfica demográfica del lugar y parroquia de Ermelo según el INE español:
| Gráfica de evolución demográfica de Ermelo entre 2000 y 2023 |
|                                                              |
| Datos según el nomenclátor publicado por el INE.             |

## Patrimonio
- Iglesia de Santiago,[9] restos de lo que fue el monasterio de Santiago de Ermelo.